# Peliala affinis
Peliala affinis là một loài bướm đêm trong họ Erebidae.